# Ex-3
Ex-3 fue un grupo de rock colombiano activo en los años 90 e integrado por músicos con experiencia en el movimiento roquero de su país desde los años 70.

## Historia
Ex-3 se formó en 1990 por iniciativa de Alexei Restrepo (anteriormente integrante de Malanga, Los Flippers y Ship), animado por el resurgir del rock colombiano en esos años. Restrepo convocó a Ernesto Rozo, Blu Martínez (ambos ex-Traphico), Nacho Pilonieta (vinculado a Ship y a Compañía Ilimitada), Iván Sotomayor (quien perteneció en los 80 a Alerta Roja) y el cantante Rubén Morales.
Por la experiencia de sus componentes, el ensamblaje y la consolidación de la propuesta del grupo se desarrolló con rapidez. Así grabaron y difundieron un EP que incluía el éxito "Mi verdad".
El éxito de Ex-3 permitió que Chucho Merchán (compañero de Restrepo en Malanga), se vinculara como productor del larga duración de la banda, lanzado a finales de 1994. Las ideas y aportes de Merchán dejaron un álbum que fue catalogado por el diario El Tiempo como el mejor disco colombiano de rock de los últimos años.
Luego de presentarse en la primera edición de Rock al Parque, el vocalista Rubén Morales decidió iniciar una carrera como solista. En 1997 la banda alternó en la presentación de Def Leppard en Bogotá, en el que sería su último concierto. Luego de un prolongado receso, la banda se volvió a reunir en 2005 como invitados a la presentación de Alan Parsons Project en Colombia.
Alexei Restrepo falleció el 19 de agosto de 2019, a sus 64 años.
Blu Martínez falleció el 18 de noviembre de 2019.

## Integrantes
- Rubén Morales (voz)
- Ernesto Rozo (guitarra)
- Blu Martínez (batería)
- Alexei Restrepo (guitarra)
- Ignacio Pilonieta (bajo)
- Iván Sotomayor (teclados)

## Discografía
- Ex-3 (EP). MTM (1993)
- Aún estoy vivo. MTM (1994)